# Sandra Elisabeth Skalvig
Sandra Elisabeth Winther Skalvig (født 9. oktober 1990 i Kalundborg) er en dansk administrativ medarbejder og politiker. Hun har siden folketingsvalget 2022 været folketingsmedlem for Liberal Alliance, valgt i Sjællands Storkreds. 

## Baggrund
Sandra Elisabeth Winther Skalvig er født 9. oktober 1990 i Kalundborg som datter af Dan Folke Duholm og Elisabeth Winther Skalvig. Hun gik i folkeskole i Høng Skole, blev student fra Høng Gymnasium og HF i 2010 og professionsbachelor i offentlig administration fra University College Lillebælt i 2016.
Hun har arbejdet som administrativ medarbejder i Optagelsen på Professionshøjskolen Absalon i Sorø 2016-2019 og siden som studieadministrativ partner i Optagelsescentret på VIA University College, Aarhus i 2019-2022.
Skalvig bor pr. 2022 i Slagelse.

## Politisk karriere
Skalvig blev formand for Liberal Alliance Vestsjælland i 2022.
Ved folketingsvalget 2022 blev hun valgt ind i Folketinget på det andet af Liberal Alliances to mandater i storkredsen efter Lars-Christian Brask. Hun fik 854 personlige stemmer.